# 切符 (落語)
「切符」（きっぷ）は、4代目桂梅團治による鉄道落語の演目。梅團治の鉄道落語を代表する作品の一つ。

## あらすじ
ある日、大阪駅のみどりの窓口に酔っ払いの男が現れ、窓口の係員に切符を売ってくれと頼む。それなら自動券売機でお求めをと促すが、男は券売機では買えないという。それなら長距離切符なのかと尋ねるも、男は自分の行くべき駅が思い出せず、『友達の松ちゃんの新築祝いに行き、そこでお礼に出された好物の樽酒を8杯もよばれてしまった。とりあえず次に行く所があるから帰ると言って出たものの肝心な行き先が思い出せない。私は何処に行けばいいのか。』という話ばかり延々と繰り返す。
埒があかない係員は、どの方面へ向かう電車に乗れと言われたとか、行き先への手がかりはないのか、と男に問いただす。すると男は、新大阪方面の電車に乗れと妻に言われたことを思い出す。それではと、係員は新大阪駅から東へと駅名を読み始める。途中、男に話題を逸らされたり、後ろに並ぶ客を他の窓口に誘導したりしながらも、係員は時刻表を懸命にめくりつつ、東京駅までの東海道本線全駅（大船駅～横浜駅間は横須賀線並びに湘南新宿ライン、横浜駅～東京駅間は京浜東北線の駅名も含める。）を読み上げてゆく。
終点の東京駅まで読み上げて男を見ると、男は係員の苦労もよそに眠りこけている。仕方なく眠っている男を起こすも、男の行くべき駅は見つからず。係員は男がジャージ姿で手荷物の一つも持っていない点に目をつけ「そないに遠くに行くわけないでしょ。もっと近いとこちゃうんですか？近くとちゃうんですか？」とただす。そこで男、「近い？！近い！私、地下鉄（噺の中の立地上御堂筋線を表す）乗るんでした。」という落ちとなる。
※かつての終盤は、『眠っている男を起こすも男の行くべき駅は見つからず、係員は「無い！？アカン、お先真っ暗や。」そこで男が「真っ暗！！思い出しました！！私、地下鉄乗るんでした。」という落ち』となっていた。

## 見どころ
前半部での係員に対してひたすら何度も、友達の新築祝いに行ってそこからの行先を忘れてしまった、という話を繰り返す部分は、「住吉駕籠」をアレンジしているとされている。また、東海道本線の駅名を大阪駅から東京駅まで暗記した駅名を、時刻表代わりの手拭をめくりながら読み上げていく（※見せ場として大阪駅からの東海道本線全駅を読み上げる都合上、熱海駅以東は時刻表通りの東海道線扱いでは読まれていない）。